# Nassimah Dindar

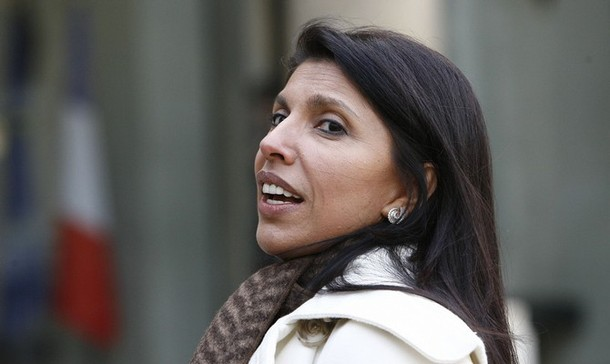
Nassimah Dindar en mayo de 2008.

Nassimah Mangrolia-Dindar, nacida el 20 de enero de 1960 en Saint-Louis, en la isla Reunión es una política francesa que pertenece a la Union pour un mouvement populaire (Unión por un movimiento popular) (UMP).

## Biografía
Nassimah Mangrolia-Dindar nació en 1960 en el seno de una familia numerosa de condición modesta, siendo la sexta entre doce hermanos y hermanas. Su madre era ama de casa y su padre un profesor coránico que le proporcionó una estricta educación religiosa marcada por su pertenencia a la comunidad zarabe (franceses de religión musulmana descendientes de emigrantes procedentes del estado de Gujarat que emigraron a Reunión tras la abolición de sus duras condiciones de trabajo en la India).
Estudió un bachillerato de literatura y obtuvo una beca para realizar un trabajo sobre la novela Paul et Virginie en Aix-en-Provence, donde por primera vez se enfrentó a los prejuicios raciales al entrar en un restaurante. Convencida de que la educación francesa le permitiría prosperar se convirtió en profesora de francés y de Historia en un instituto profesional en Butor à Saint-Denis.
A finales de la década de 1980 comenzó a defender los derechos femeninos en el seno de la Association Femmes Actuelles de la Réunion (Asociación de Mujeres Modernas de Reunión), de la que se convirtió en presidenta en 1996.

## Carrera política
Nassimah Dindar fue elegida Consejera Regional en 1998 por la lista de Margie Sudre. Se convirtió en secretaria de departamento adunto del partido Rassemblemente pour la République -siendo la tercera adjunta a la alcaldía de Saint-Denis (capital de Reunión) en la lista dirigida por René-Paul Victoria.
En el año 2004 sucedió a Jean-Luc Poudroux como líder de esta institución convirtiéndose en la primera mujer presidenta del Consejo General de Reunión y la primera mujer musulmana elegida presidenta de un departamento en Francia. Es miembro de la Asamblea de Departamentos de Francia en calidad de vicepresidenta.
Próxima a Nicolás Sarkozy, ha sido nombre delegada general de la diversidad en el buró nacional de la UMP donde participa representando a los departamentos de Ultramar.
En 2005 Nassimal fue presentada como Secretaria de Estado de Integración durante la constitución del gobierno de Dominique de Villepin.
Sus acciones cívicas y políticas le otorgaron en el año 2006 la Orden Nacional al Mérito.
Durante la campaña presidencial de 2007 amonestó a la candidata socialista Ségolène Royal, acusándola de faltar reiteradamente a las reuniones organizadas sobre la violencia de género, en un comunicado escrito con Valérie Pécresse y Bérengère Poletti. En esta ocasión declaró a la prensa de Reunión que "la violencia no tiene color político".
Candidata de la mayoría presidencial, se presentó a las elecciones legislativas de junio de 2007 por la primera circunscripción de Reunión frente al candidato saliente. Difamada y atacada durante la campaña, declaró sentirse herida por las cartas anónimas amenazadoras enviadas a sus parientes y amigos. En julio de 2007 Nassimah Dindar fue nombrada Consejera Política de la Diversidad por Nicolás Sarkozy.
En enero de 2008 fue reelegida como candidata del UMP por el primer cantón de Saint-Denis pero fue excluida de la lista por René-Paul Victoria para las elecciones municipales en favor de Daniel Payet.

## Filosofía y principios
Los principales intereses de Nassimah Dindar son la protección de la infancia, la lucha contra la violencia de sexo, y especialmente la violencia conyugal, la ayuda a ancianos y discapacitados, fomentar la cohesión social, la inserción, el empleo y el hogar y el acceso a la propiedad.
Durante su presidencia el Departamento de Reunión adoptó un "Plan departamental de cohesión social" para favorecer la inserción en el mercado laboral y financiar el empleo y las ayudas a las personas más desprotegidas. También fomentó la construcción de apartamentos sociales accesibles a la clase media.
El Consejo General de Reunión financia actualmente, a través de un cheque regalo, el ocio de las personas discapacitadas beneficiarias de ayuda y de sus acompañantes.
En Reunión se ha creado un "Consejo de Sabios", un espacio de diálogo ciudadano que representa a la población anciana en el Consejo General. Se trata de la primera institución de esta instancia creada a nivel nacional.

## Référencias
1. ↑  (en francés) « Maman fusionnelle », Télé Mag Réunion, juin 2004.
2. 1 2 3  (en francés) « Le Coran et le canton », L'Express, 12 avril 2004.
3. 1 2  (en francés) « La diversité valorisée », Les Blogs de la France d'après, 12 décembre 2006.